# Киновые
Киновые (лат. Quiinoideae) — подсемейство цветковых растений, входящее в семейство Охновые (Ochnaceae) порядка Мальпигиецветные (Malpighiales). Содержит 4 рода и 50—55 видов, распространённых в неотропике.

## Ботаническое описание

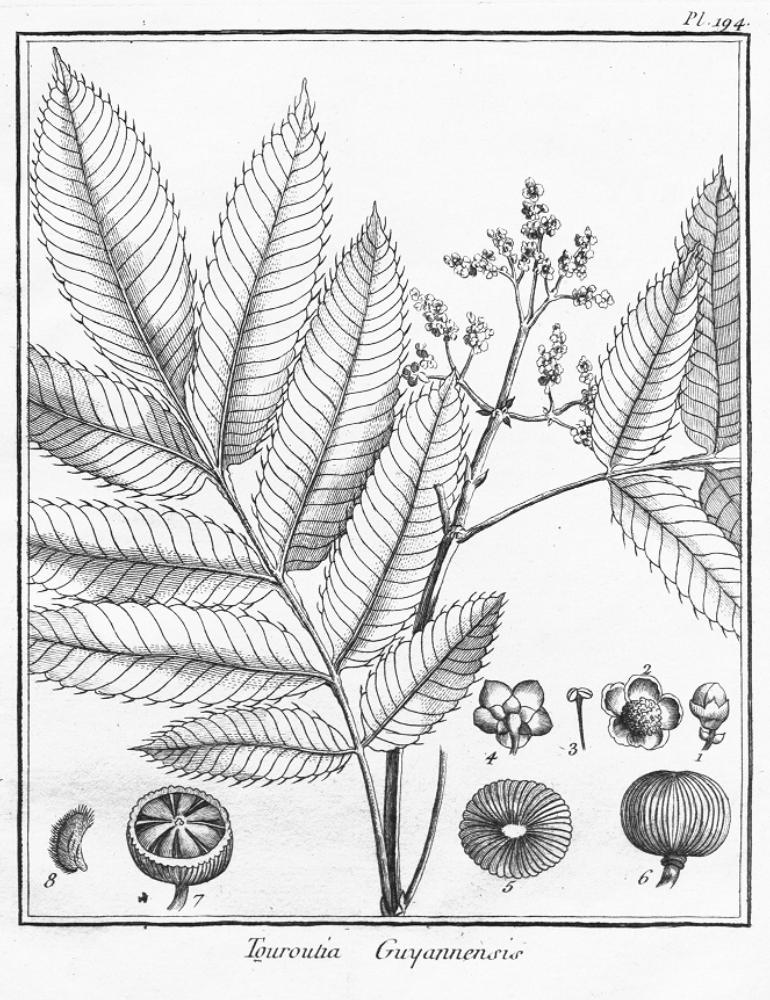
Touroulia guianensis

Многолетние древесные растения: деревья, кустарники и лианы. Листья супротивные или в мутовках, с черешками. Листовая пластинка чаще всего простая, но иногда может быть глубоко разделена на доли. Крупные прилистники опушены.
Соцветия кистевидные, многоцветковые. Мелкие двуполые или однополые цветки радиальносимметричные и немного зигоморфные, 4- или 5-членные. 4 или 5 чашелистиков опушены. Тычинки многочисленны. 2—11 (реже до 13) плодолистика могут быть свободными или срастаться. Плод — коробочка, листовка или ягода. Плод содержит всего лишь 1—4 семян.

## Систематическое положение
Раньше киновые считались самостоятельным семейством Quiinaceae, однако система APG III считает его подсемейством семейства Охновые.

## Таксономия
Семейство содержит 50—55 видов в 4 родах:
- Froesia Pires
- Lacunaria Ducke
- Quiina Aubl.typus
- Touroulia Aubl.